# Кудо, Норио
Норио Кудо (яп. 工藤 紀夫, род. 2 августа 1940 года) — известный японский го-профессионал 9 дана, пятый президент Международной федерации го.
Норио Кудо получил разряд 1 профессионального дана по го в 1955 году в возрасте 15 лет; в 1976 году он достиг высшего разряда — 9 дан. Кудо является обладателем титулов Одза (1977) и Тэнгэн (1997). Кудо трижды попадал в розыгрыш лиги Мэйдзин и дважды в лигу Хонъимбо. 6 октября 2011 года Норио Кудо совершил свою 1000-ю победу в официальных турнирах. Основная деятельность Кудо направлена на преподавание го, в том числе и для новичков. В 2005 году он сменил Масао Като на посту президента Международной федерации го.

## Титулы
Обладатель титулов
| Титул        | Годы |
| ------------ | ---- |
| Существующие | 2    |
| Тэнгэн       | 1997 |
| Одза         | 1977 |

Участвовал в финальном розыгрыше титулов
| Титул                    | Годы       |
| ------------------------ | ---------- |
| Существующие             | 4          |
| Тэнгэн                   | 1998, 1999 |
| Одза                     | 1978       |
| Госэй                    | 1985       |
| Ранее существовавшие     | 2          |
| Синъэй                   | 1970       |
| Чемпионат по быстрому го | 1976       |
| Континентальные          | 1          |
| Тэнгэн Китай-Япония      | 1998       |